# Bensonville
Bensonville és la capital del comtat de Montserrado, a Libèria. Es tracta d'un important centre comercial per a l'àrea circumdant, de caràcter agrari. Abans de la Primera Guerra Civil Liberiana, l'activitat industrial de la ciutat es dedicava a la producció d'arròs, fusta, sabó, plàstic, pintura, blocs de ciment, peix, processament i confeccions, entre d'altres. Va ser el lloc de naixement de William R. Tolbert, Jr., vintè president de Libèria fins al seu assassinat el 1980. Tolbert havia planejat fer de Bensonville la nova capital del país.

## Dades bàsiques
- Amb una població en el cens de 2008 d'1.144.806 habitants, es tracta del major centre habitat de Libèria.
- Monròvia, la capital del país, també es troba en aquest comtat, a 35 km de Bensonville.[2]